# ليمور فلبيني طائر
الليمور الفلبيني الطائر أو الكولوجو الفلبيني (الاسم العلمي:  Cynocephalus volans)، والمعروف محليًا باسم kagwang، هو واحد من نوعين من الليمور أو «الليمور الطائر».
على الرغم من أنه يسمى الليمور الطائر، إلا أنه لا يستطيع الطيران وليس ليمور. في الحقيقة هو ينزلق أثناء القفز بين الأشجار.
ينتمي الكولوجو إلى رتبة Dermoptera الذي يحتوي على نوعين فقط، أحدهما موجود في الفلبين، بينما يوجد الآخر (ليمور سوندا الطائر) في إندونيسيا، وتايلاند، وماليزيا، وسنغافورة.
تشير الأبحاث الحديثة من التحليل الجيني إلى وجود نوعين آخرين، الليمور الطائر من بورنيا والليمور الطائر من جافان، قد يوجدان أيضًا، ولكن لم يتم تصنيفهما رسميًا بعد.
وتصنف كلا النوعين من Dermoptera تحت فوق رتبة أسلاف حقيقية، والذي يتضمن زبابيات الشجر والقرود، وPlesiadapiformes.

## الموطن
الليمور الطائر الفلبيني يستوطن في جنوب الفلبين. تحديداً في منطقة مينداناو وبوهول. وتم العثور على الكولوجوس في مناطق الغابات الكثيفة، ويعيش بشكل عام في أعلى الأشجار في الغابات المنخفضة والجبلية أو في بعض الأحيان في مزارع جوز الهند والمطاط، ونادراً ما ينزل إلى الأرض.
يقضي معظم الوقت في الجزء العلوي من الغابات المطيرة أو في المستوى المتوسط منها.
يعد الليمور الطائر الفلبيني متسلق بطيء، حيث يصعد جذوع الشجرة في سلسلة من الممرات البطيئة رافعاً رأسه لأعلى ومتمسكاً بأطرافه حول الأشجار.

## خصائص الجسمانية

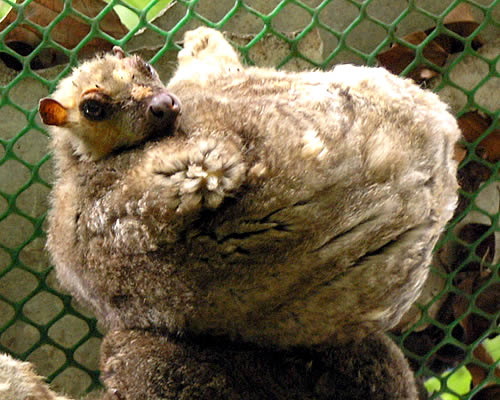
Cynocephalus volans

يزن الليمور الفلبيني حوالي وطول جسمه 33-38   سم (13-15 بوصة).
طول الذيل 17-27   سم (6.7-10.6 بوصة).
الإناث أكبر بقليل من الذكور. لديها رأس واسع، آذان صغيرة، وعيون كبيرة مع تعديلات مستقبلات ضوئية فريدة تتكيف مع نمط الحياة الليلي.
تسمح العيون الكبيرة برؤية ممتازة، والتي يستخدمها الكولوجو للقفز والانزلاق بدقة من شجرة إلى أخرى. 
أقدامها المزودة بالمخالب كبيرة وحادة مع قوة قبضة، مما يسمح لها بتسلق الأشجار بمهارة ولكن ببطء، والتعلق من الفروع، أو تثبيت نفسها على جذع شجرة. إحدى السمات الفريدة في الكولوجو هي الزوائد الجلدية بين الاطراف (باتاجيوم)، وهي الغشاء الشبكي الجلدي الذي يربط أطرافه للسماح بالانزلاق. على عكس الثدييات الأخرى ويمتد من الرقبة إلى الأطراف، وبين عقل الأصابع، وحتى خلف الأطراف الخلفية والذيل. باتاجيوم هو الغشاء الأكثر اتساعًا الذي يستخدم في الانزلاق في الثدييات ويعمل أيضًا كحقيبة لحمل صغاره. يساعد هذا الغشاء على انزلاق مسافات 100 م أو أكثر، وهو مفيد للعثور على الطعام والهروب من الحيوانات المفترسة، مثل العقاب الفلبيني (Pithecophaga jefferyi) والثعابين. 

## الغذاء
الكولوجو يتغذى بشكل أساسي على الأوراق الصغيرة وأحيانًا الفاكهة الناعمة والزهور والبراعم النباتية والحشرات. كما يحصل على كمية كبيرة من الماء من لعق الأوراق المبتلة ومن الماء في النباتات والفواكه نفسها. ويحصل على معظم غذائه عن طريق القفز والانزلاق بين الأشجار العالية في أعالي الغابات؛ ونادراً ما يأكلون على أرضية الغابة.

## السلوك
الليمور الفلبيني الطائر ذو تحرك شجري ونشاط ليلي، ينام الكولوجو في الأشجار المجوفة أو يتمسك بالفروع في أوراق الشجر الكثيفة خلال النهار. عندما يكونون في هذا الوضع المعلق من الفروع، فإنهم يحافظون على رؤوسهم منتصبة، على عكس الخفافيش.
أما على الأرض، الكولوجو بطيء، وغير قادر على الوقوف منتصبًا، لذلك نادرًا ما يتركون المستوى العلوي في الغابة، حيث ينزلقون من شجرة إلى أخرى للوصول إلى الطعام أو أعشاشهم، والتي تكون أيضًا أعالي في الأشجار.

## التكاثر
لا يُعرف إلا القليل عن السلوك التناسلي في الكولوجو. عادة ما تلد الأنثى صغيرها بعد فترة حمل شهرين.  تولد الصغار غير متطورة ولا حول لها ولا قوة لها، وتلتصق ببطن أمها، في كيس يتكون من غشاء ذيل الأم.
يتم فطامها عند عمر 6 أشهر، وتترك أمها. يتم البلوغ والنضج الجنسي بين عمر سنتين وثلاث سنوات. وعادة ما يحدث التزاوج بين يناير ومارس.

## التهديدات الكبرى
الليمور الطائر الفلبيني هو الفريسة الأساسية للنسر الفلبيني، ويصطاده البشر أيضًا للحصول على الطعام.

## روابط خارجية
- حشوات Cynocephalus من الحيوانات الثديية الفلبينية:
- التصنيف في حديقة حيوان الرمز البريدي
- تحلق ليمور في Txt Mania
- تحلق ليمور في التصوير الفوتوغرافي روب ستيوارت